# Arcis-le-Ponsart
Arcis-le-Ponsart è un comune francese di 306 abitanti situato nel dipartimento della Marna nella regione del Grand Est.
Sul suo territorio sorge l'abbazia cistercense di Notre-Dame d'Igny, fondata nel 1128.

## Società

### Evoluzione demografica
Abitanti censiti